# Jason Behrendorff
Jason Paul Behrendorff (* 20. April 1990 in Camden, Australien) ist ein australischer Cricketspieler, der seit 2015 für die australische Nationalmannschaft spielt.

## Kindheit und Ausbildung
Behrendorff wuchs in Canberra auf.

## Aktive Karriere
Sein First-Class-Debüt gab er für Western Australia in der Saison 2011/12. Seinen Durchbruch erfolgte in der Saison 2013/14, als er hinter Steve O’Keefe der beste Bowler der Saison war. Daraufhin wurde er ins australische A-Team berufen. In der Folgesaison konnte er dann mit Western Australia die Matador BBQs One-Day Cup 2014/15 und mit den Perth Scorchers die Big Bash League 2014/15 gewinnen. In der Saison 2016/17 musste er lange auf Grund von Verletzungen pausieren und Probleme mit seinem Rücken beschränkten ihn in der Folge auf die kurzen Formate. Sein Debüt in der Nationalmannschaft gab er bei der Twenty20-Serie in Indien im Oktober 2017. In seinem zweiten Spiel gelangen ihm 4 Wickets für 21 Runs, wofür er als Spieler des Spiels ausgezeichnet wurde. Im Januar 2019 folgte bei der Tour gegen Indien sein Debüt im ODI-Cricket. Zwei Monate darauf gelangen ihm gegen Pakistan 3 Wickets für 63 Runs. Daraufhin wurde er für den Cricket World Cup 2019 nominiert. Dort konnte er in der Vorrunde gegen den Gastgeber und den späteren Weltmeister England fünf Wickets (5/44) erzielen. In der Folge erhielt er nur vereinzelte Einsätze.